# Ashnak
Ashnak (in armeno Աշնակ?; precedentemente Eshniak) è un comune dell'Armenia di 1 237 abitanti (2010) della provincia di Aragatsotn. Il paese esiste fin dal V secolo, ma fu spostato nel luogo in cui si trova nel 1830; i suoi dintorni ospitano le rovine di una cappella del X secolo, una chiesa del V secolo ed un antico forte. Prima della dissoluzione dell'Unione Sovietica, Ashnak aveva un corpo di ballo che si esibì a livello internazionale.